# Medardo Rosso
Medardo Rosso (Torino, 1858. június 21. – Milánó, 1928. március 31.) olasz szobrász és festő. Az impresszionista szobrászat kiemelkedő alkotója. Szobrait főként viaszból formálta.

## Életpályája
1875 és 1882 között festészetet tanult Milánóban a Brera Akadémián. Tanulmányait Párizsban folytatta. 1886-ban részt vett Párizsban a Függetlenek Szalonján. „Nyugtalan felületekben megmintázott szobrai ... a hagyományokkal szakító modern plasztika legjellegzetesebb alkotásai közé tartoznak.” „Műveinek körvonala elomló, kompozíciója laza, a fény-árnyék festőisége uralkodik.” 1889-től 1915-ig Párizsban élt. Barátságot ápolt Auguste Rodinnel. Kerti beszélgetés című művét, amelyet 1893-ban készített, Herbert Read Rodinnek az ugyanebben az évben megkezdett Balzac-emlékművével együtt, úgy tekinti, hogy ez a két mű a klasszikus korlátok első döntő áttörése a szobrászatban. Az eszmény már nem a „szépség”, hanem a „vitalitás”.
Festőként kevésbé jelentősnek tartják. „Az 1880-as évek elejétől alakította ki az akadémizmussal szakító, önálló stílusát, amelynél a kontúrok feloldásával és a forma által közrefogott üres terek eltüntetésével, az egy nézetre komponálással a szoborművet festményhez tette hasonlóvá.”
Több kiállításon is nagy sikerrel szerepelt, így Londonban (1896), Berlinben és Lipcsében (1902) és a Bécsi Sezessionban (1903).

## Művei (válogatás)
- Benyomás az omnibuszon (1883–1884, Róma, Galleria Nazionale d'Arte Moderna)
- Aranykor (1886–1887, Párizs, Petit Palais)
- A bookmaker
- Gyermek a napon
- Gyümölcsárusnő
- A nevető (1892, Párizs, Musée Rodin)
- Kerti beszélgetés (1893)[16]